# Falko Zandstra
Falko Zandstra, född den 27 december 1971 i Heerenveen, Nederländerna, är en nederländsk skridskoåkare.
Han tog OS-silver på herrarnas 5 000 meter i samband med de olympiska skridskotävlingarna 1992 i Albertville.
Han tog därefter OS-brons på herrarnas 1 500 meter i samband med de olympiska skridskotävlingarna 1994 i Lillehammer.